# 트윈 링 모테기

트윈 링 모테기(ツインリンクもてぎ, Twin Ring Motegi)는 일본 도치기현 모테기에 위치한 모터스포츠 경주로이다. 이 이름은 2개의 경주로를 갖춘 시설에서 비롯된다. 2.493킬로미터의 타원형 코스와 4.8킬로미터 도로 코스. 1997년 혼다에 의해 지어졌다.

## 슈퍼 스피드웨이

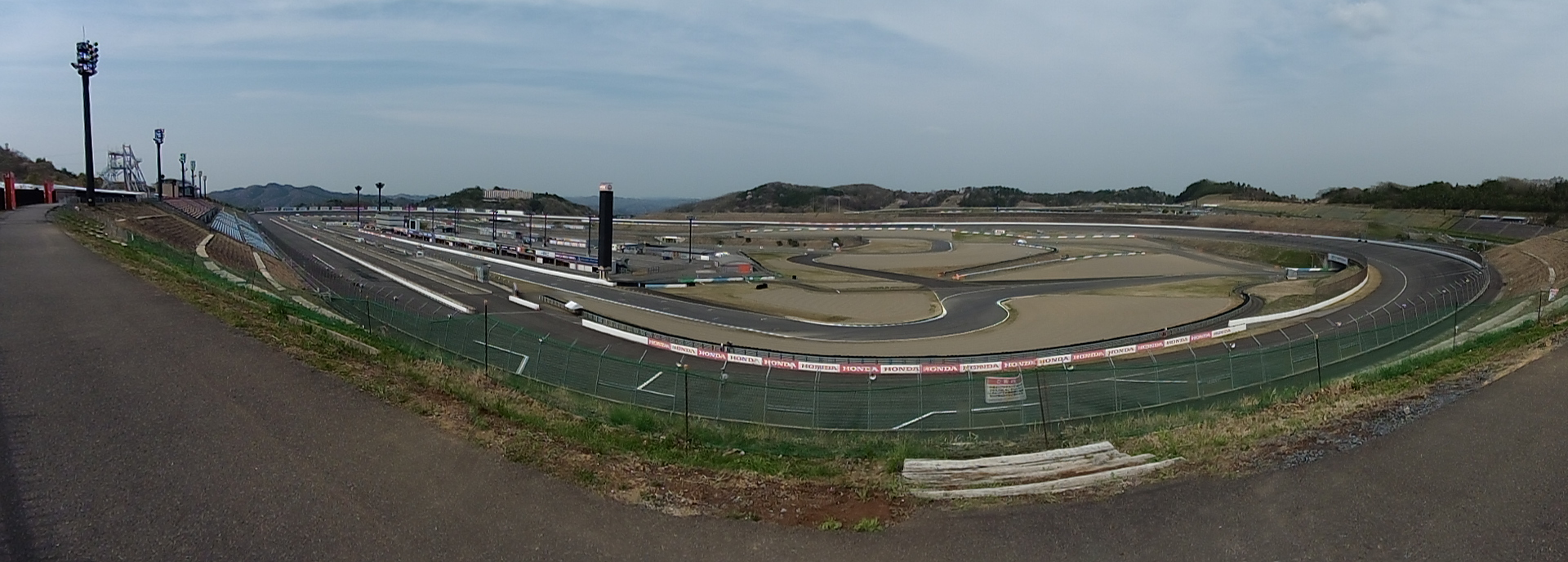

타원형 코스는 경주 대회를 위해 사용되는 것으로서 일본에서는 유일한 종류이다.

## 같이 보기
- 후지 스피드웨이